# Samuel D. Hubbard

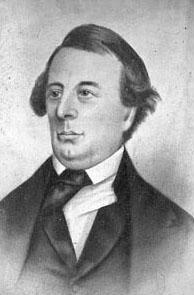
Samuel D. Hubbard

Samuel Dickinson Hubbard (* 10. August 1799 in Middletown, Connecticut; † 8. Oktober 1855 ebenda) war ein US-amerikanischer Politiker der Whig Party. Er gehörte dem Kabinett von US-Präsident Millard Fillmore als Postminister an.
Hubbard studierte die klassischen Altertumswissenschaften und graduierte 1819 am Yale College. Es folgte ein Jura-Studium, ehe er von 1823 bis 1837 als Jurist in seiner Heimatstadt Middletown tätig war. Später wurde er Angestellter in einer Manufaktur.
Hubbard begann zunehmend, sich für Politik zu interessieren. 1844 wurde er schließlich für die Whigs als Vertreter des 2. Wahldistrikts von Connecticut ins Repräsentantenhaus der Vereinigten Staaten gewählt. Er gehörte dem Kongress in dessen 29. und 30. Sitzungsperiode vom 4. März 1845 bis zum 3. März 1849 an.
1852 berief ihn Präsident Fillmore, ebenfalls Mitglied der Whig Party, als Postmaster General in sein Kabinett. Er folgte dabei auf den zurückgetretenen Nathan K. Hall. Hubbard trat sein Amt am 31. August 1852 an und hatte es bis zum 7. März 1853 inne. Mit dem Ende von Millard Fillmores Amtszeit schied auch er aus der Regierung aus.